# Cá thịt trắng

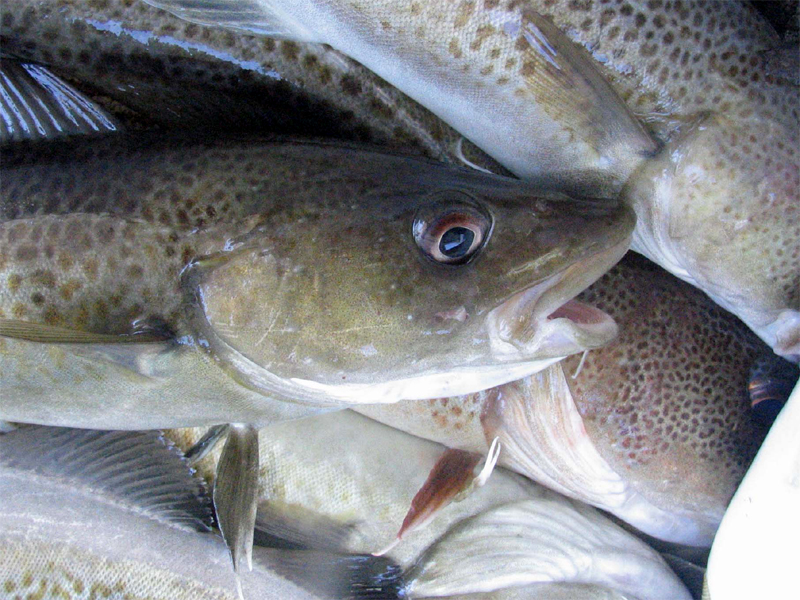
Cá thịt trắng (Cá tuyết Đại Tây Dương)

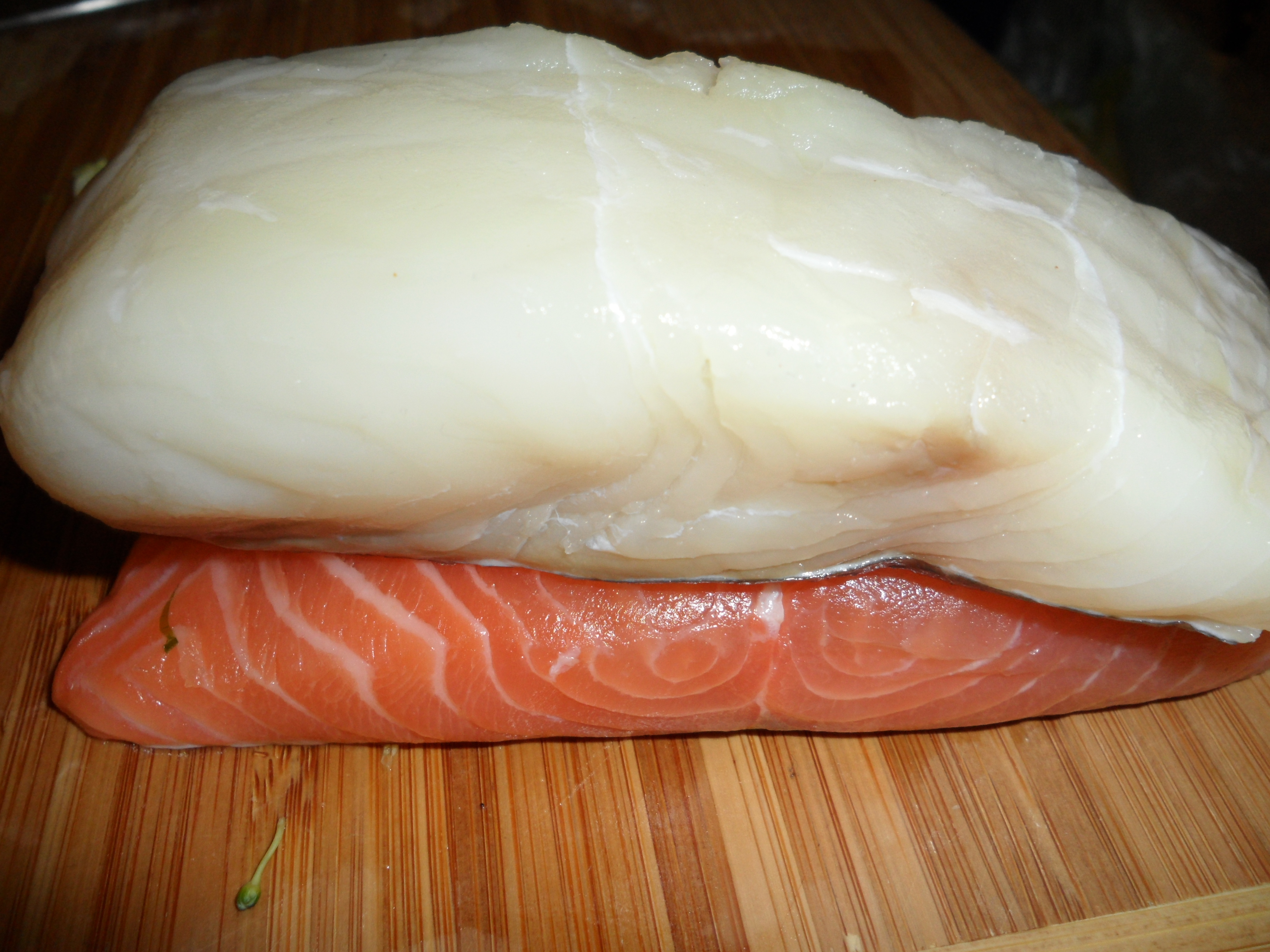
Phi lê cá thịt trắng (cá bơn – phía trên) tương phản với phi lê cá béo (cá hồi – ở dưới)

Cá thịt trắng là một thuật ngữ chuyên ngành về thủy sản đề cập đến một số loài cá sống ở tầng đáy có vây, đặc biệt là cá tuyết (Gadus morhua), Merluccius bilinearis, và cá tuyết chấm đen (Melanogrammus aeglefinus), Urophycis, cá minh thái (Pollachius), hoặc những loài khác. Cá thịt trắng (Coregonidae) cũng là tên của một số loài cá nước ngọt Đại Tây Dương. Đây là các loài cá có thành phần thịt trắng, thông thường biểu hiện ra bên ngoài bằng những tảng thịt, thớ thịt trắng muốt.

## Đặc điểm
Các loài cá thịt trắng thường sống trên hoặc gần đáy biển, và có thể được liên hệ với cá béo hoặc cá nổi sống trong cột nước từ đáy biển. Không giống như dầu cá, cá thịt trắng chứa dầu chỉ trong gan của chúng, chứ không phải là trong ruột của chúng, và do đó có thể được rút ruột ngay sau khi chúng bị bắt, trên tàu. Cá thịt trắng có thịt khô và trắng muốt. Cá thịt trắng có thể được chia thành cá nước ngọt (cá tròn mà sống gần đáy biển, chẳng hạn như cá tuyết và Coley) và cá tầng đáy (sống trên đáy biển, chẳng hạn như các loài cá thân bẹt như cá bơn sao).
Trong phi lê cá thịt trắng, các loài hỗn hợp (198g) chứa các thông tin dinh dưỡng sau đây theo USDA: 
- Năng lượng: 265
- Chất béo (g): 11,60
- Carbohydrate (g): 0
- Chất xơ, sợi (g): 0
- Protein (g): 37.80
- Cholesterol (mg): 119

## Sử dụng
Cá thịt trắng đôi khi ăn được ăn sống nhưng thường được sử dụng cho các món tái Fishsticks, cá gefilte, lutefisk, surimi (giả thịt cua). Trong nhiều thế kỷ nó đã được bảo quản bằng cách làm khô như cá hồi phơi khô không có muối, chúng được giao dịch như một loại hàng hóa trên thế giới. Thịt của cá cũng thường được sử dụng như các loài cá trong các món ăn cổ điển của Anh ăn kèm với khoai tây chiên. Ngoài ra, cá thịt trắng nếu ăn nhiều sẽ góp phần giúp cải thiện lượng tinh trùng, giúp cải thiện số lượng tinh trùng. Những nam giới ăn một phần cá thịt trắng cách ngày có số lượng tinh trùng tốt hơn.

## Tiêu thụ
Trong vòng 20 năm, sản lượng nuôi cá thịt trắng nước ngọt toàn cầu tăng trưởng nhanh chóng so với sản lượng từ khai thác. Trong giai đoạn 2008 – 2013, từng có một dự báo sản lượng cá thịt trắng khai thác toàn cầu sẽ tăng 4,6% so với cá nuôi nước ngọt. Thị trường tiêu thụ cá thịt trắng nhiều nhất là ở châu Âu. Nguồn cung cá thịt trắng khai thác tại EU đạt 2,9 triệu tấn, chiếm 20% thị phần thủy sản tại EU. Mức độ phục thuộc vào cá thịt trắng khai thác của EU rất cao vào khoảng 90%. Khoảng 20% của mức tăng này, tương đương với 20.000 tấn, là để bổ sung cho nhu cầu cá thịt trắng.
Cá rô phi và cá tra là hai loài cá thịt trắng nuôi chính của thị trường EU cho sản phẩm cá philê đông lạnh. Các loài cá quan trọng khác đều từ nguồn khai thác như cá tuyết và haddock Thái Bình Dương và Đại Tây Dương, cá minh thái Alaska, cá tuyết lục và cá hake. Tăng nhập khẩu cá tra là nguyên nhân chính giúp phát triển thị trường cá thịt trắng EU từ năm 2005 đến năm 2008. Giai đoạn này, nguồn cung cấp cá thịt trắng khai thác giảm. Sau lần sụt giảm năm 2009, nguồn cung cá thịt trắng khai thác bắt đầu tăng trong khi nhập khẩu cá tra chững lại.
Năm 2011, cá tuyết philê đông lạnh (Đại Tây Dương và Thái Bình Dương) và cá haddock có giá nhập khẩu cao nhất, trong khi cá hake miền Bắc, cá minh thái Alaska và cá tra là sản phẩm cá thịt trắng đông lạnh philê có giá thấp nhất. Do thị trường cá thịt trắng EU phụ thuộc nhiều vào nguồn cá thịt trắng nhập khẩu bên ngoài nên tỷ giá EUR/USD ảnh hưởng lớn đến sự biến động giá tại thị trường cá thịt trắng . Cá minh thái Alaska là loài cá thịt trắng được nhập khẩu và tiêu thụ nhiều nhất tại thị trường Đức trong năm 2013. Tiếp đến là cá tuyết cod vì nguồn cung nhiều, giá giảm.